# Грибко, Всеволод Николаевич
Всеволод Николаевич Грибко (07 июля 1929, село Кекенеиз (ныне Оползневое, городской округ г. Ялты) — 19 октября 2016, г. Москва) — советский дизайнер, живописец, художник-график, член МОСХ с 1978 г.

## Биография
Родился 7 июля 1929 года в селе Кекенеиз близ г. Ялты в сельскохозяйственной коммуне «Берег» в семье агронома Грибко Николая Прокофьевича и педагога Самофаловой Анны Григорьевны.
В том же году по решению местного колхоза коммуна была упразднена, и в 1931 году родители с двумя маленькими детьми вынуждены были вернуться в Москву.
В начале войны, когда школы были закрыты, мама отвела его в изостудию дома пионеров Ждановского (ныне Таганского) района к замечательному педагогу и художнику Руфине Семеновне Кобяшовой. Именно она привила ему любовь к живописи и рисунку. В 1942 году, в возрасте 12 лет Всеволод создает свои первые иллюстрации и стихи на тему борьбы с немецкими оккупантами. Их публикует журнал «Дружные ребята» (№ 5-6, май-июнь, 1942 г.).
В 1946 году Всеволод Грибко поступает в Московское Высшее Художественно-промышленное училище (б. Строгановское). Он всегда хотел стать живописцем, но, к сожалению, в тот год не было приема на факультет Монументальной живописи, поэтому он выбирает факультет Художественной обработки дерева. Однако, это не мешает ему страстно любить живопись и продолжать заниматься ею. В. Грибко прекрасно учится и даже получает сталинскую стипендию, а в 1954 году заканчивает «Строгоновку» с отличием и получает профессию художника декоративно-прикладного искусства.
Сразу после окончания учёбы он начинает работать по своей специальности, а затем с 1956 года увлекается книжной графикой и на протяжении 10 лет успешно сотрудничает с издательствами «Молодая гвардия», «ДЕТГИЗ», «Детский мир», с журналами «Юность» и «Знание-сила».
В 1959 году в издательстве ДЕТГИЗ с его иллюстрациями выходит детская книжка Е. А. Жуковской «Как Натка в школе была». В этом же году в издательстве «Детский мир» с его иллюстрациями публикуется ещё одна детская книжка А. А. Рождественской «Речка в печке». В 1960 году он оформляет научно-познавательную книжку Д. Трифонова «Путешествие в страну РАИ», издательство ЦК ВЛКСМ «Молодая гвардия».
В 1966 году В. Н. Грибко снова возвращается к своей основной специальности: художественно-декоративнму искусству в Комбинате Декоративно-оформительского Искусства (КДОИ) Художественного Фонда РСФСР. Там он проработал бессменно до выхода на пенсию. За время своей творческой деятельности он участвовал в проектировании экспозиций международных выставок «Одежда-66» в Сокольниках в Москве, совместно с архитектором А. А. Немлихером проектировал несколько рельефов и экспозицию для раздела «Сельское хозяйство» в павильоне СССР на «Экспо-67» в Монреале, в 1982 году участвовал в проектировании экспозиционного решения стендов Оружейной палаты Московского Кремля. В 1978 году В. Н. Грибко стал членом Московского отделения союза художников РСФСР. Он проектировал интерьеры общественных зданий: дворцов культуры, профилакториев, так же создавал произведения монументально-декоративного искусства в этих интерьерах: рельефы в технике декоративной резьбы по гипсу и дереву, маркетри. Последней крупной работой такого рода в 1989-91 гг. были эскизные проекты интерьеров Российской Государственной Детской Библиотеки в Москве на Калужской площади. В этих интерьерах им были созданы декоративно-монументальные работы, осуществленные по собственным эскизным проектам в авторском исполнении: рельефы по гипсу в мемориальном зале, посвящённом А. С. Пушкину, и резной деревянный портал «Комнаты сказок» по мотивам «нижегородской корабельной резьбы». Ещё в годы учёбы, участвуя в экспедиции в Нижегородскую область, он вместе со своими товарищами собрал образцы городецкой резьбы в районах затопления при строительстве ГЭС. Желая сохранить уникальное достояние нашей народной культуры, он использовал мотивы этой резбы в работе над резным порталом в Государственной Детской библиотеке.
За эту работу он вместе со всей творческой группой художников был награждён дипломом МСХ.
В. Грибко участвовал в различных профессиональных выставках, а также Московский Союз Художников организовал две его персональные выставки: 1-я выставка состоялась в Москве в феврале 1988 года в Доме медика на ул. Б. Никитская , 2-я, юбилейная выставка к 75 -летию со дня рождения, прошла в августе 2007 года в выставочном зале МСХ на Кузнецком мосту.

## Основные работы в книжной графике
- БЫКОВА Ж. Советские золотоискатели/ Рис. В. Грибко. //Знание-сила, 4, 1961. — С. 9-11.
- ЕФРЕМОВ И. + Cor serpentis (Сердце Змеи): [Науч.-фант. повесть] /Рис. В.Грибко. //Юность, 1. , 1959. — С.41-67.
- ЖУКОВСКАЯ Е. А. Как Натка в школе была, Москва : Детгиз, 1959. — 32 с. : ил.; 22 см. Иллюстрации Грибко В. Н.
- ЗАЙЦЕВ И. Вдали от больших дорог, Юность № 3, 1964 (очерк, иллюстрации В. Грибко), стр. 84-88.
- КОЛПАКОВ А. + Голубая Цефеида: Науч.-фант. рассказ /Рис. В.Грибко. //Юность, 4., 1960. — С.62-73.
- КОМПАНЕЕЦ А. С. Относительность и тяготение / Рис. Грибко //Знание-сила, № 12 1958. — С.14-18.
- Молодые поэты Кубы, М.: Молодая гвардия, 1963. −104 с.
- ПЛАТОНОВ К. К. Занимательная психология. — 1-е изд. — Москва: Молодая гвардия, 1962. — 280 с. Иллюстрации Грибко В. Н.
- ПЛАТОНОВ К. К. Занимательная психология. — 2-е изд. — Москва: Молодая гвардия, 1964. — 280 с. Иллюстрации Грибко В. Н.
- ПЛАТОНОВ К. К. Занимателна психология. — София: ДИ «Наука и изкуство», 1967. — 380 с. Иллюстрации Грибко В. Н. — язык болгарский.
- ПЛАТОНОВ К. К. Занимательная психология. — 2-е изд. — Москва: Молодая гвардия, 1986.Серия Эврика — 280 с. Иллюстрации Грибко В. Н.
- Птицы смотрят на звезды / Рис. В. Грибко // Знание-сила, 12, 1961. — С. 17-19.
- РОЖДЕСТВЕНСКАЯ А. А. Речка в печке, М. : Детский мир, 1959. — 1 л. слож. в 8 с. Иллюстрации Грибко В. Н.
- САПАРИНА Е. В. Небесный землемер, М.: Молодая Гвардия, 1959. — 199 с.: иллюстрации Грибко В. Н.
- ТРИФОНОВ Д. Путешествие в страну РАИ. — М. — Молодая гвардия, 1960. — 112 с. Иллюстрации В. Н. Грибко

## Основные дизайнерские работы
- 1970 — Совместно с архитектором А. А. Немлихером решение среды для территории Института физкультуры и Мемориал павшим студентам.
- 1972 — Интерьер Шахматной комнаты в доме отдыха Челябинского трубопрокатного завода. Эскизный проект и панно «Шахматы» в авторском исполнении.

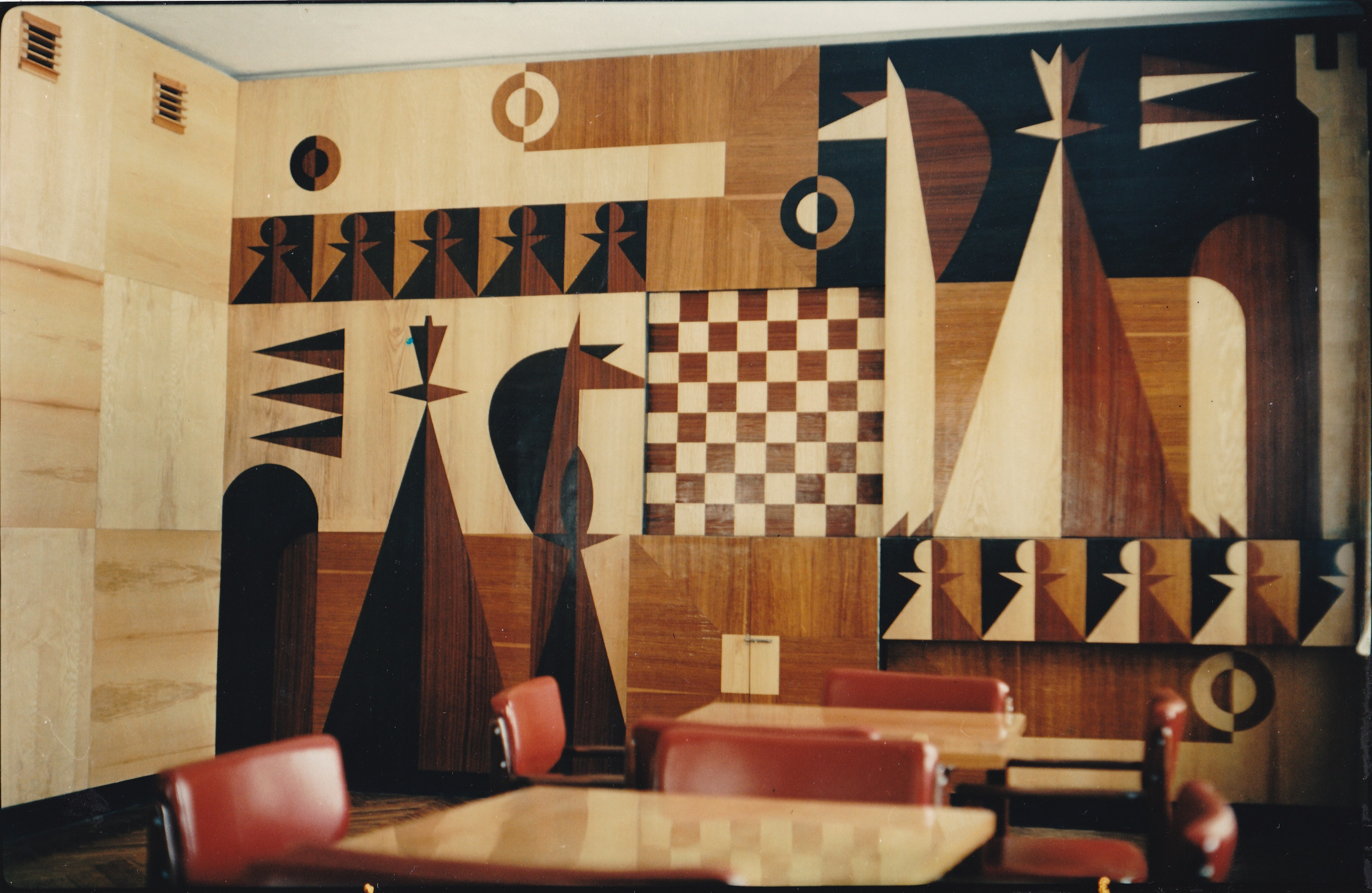
Панно «Шахматы», В. Н. Грибко

- 1977 — Проект декоративного оформления детского парка на Бурштынской ГРЭС. Фонтан «Забава», Лабиринт.
- 1980—1981 — Проект декоративного оформления бара в Перово. Монументально-декоративная композиции «Море» и «Морские животные» в технике маркетри.
- 1982 — Проектирование экспозиционного решения стендов постоянной экспозиции в «Оружейной палате» московского Кремля. Зал № 1, зал № 2.
- 1989—1991 — эскизные проекты интерьеров и исполнение декоративных элементов в Российской Государственной Детской Библиотеки в Москве на Калужской площади. («Комната сказок» и «Пушкинская компната»)

## Основные живописные работы
- 1947 — «Бабушка» (Портрет Елены Васильевны Костиной, подруги матери), бумага, темпера

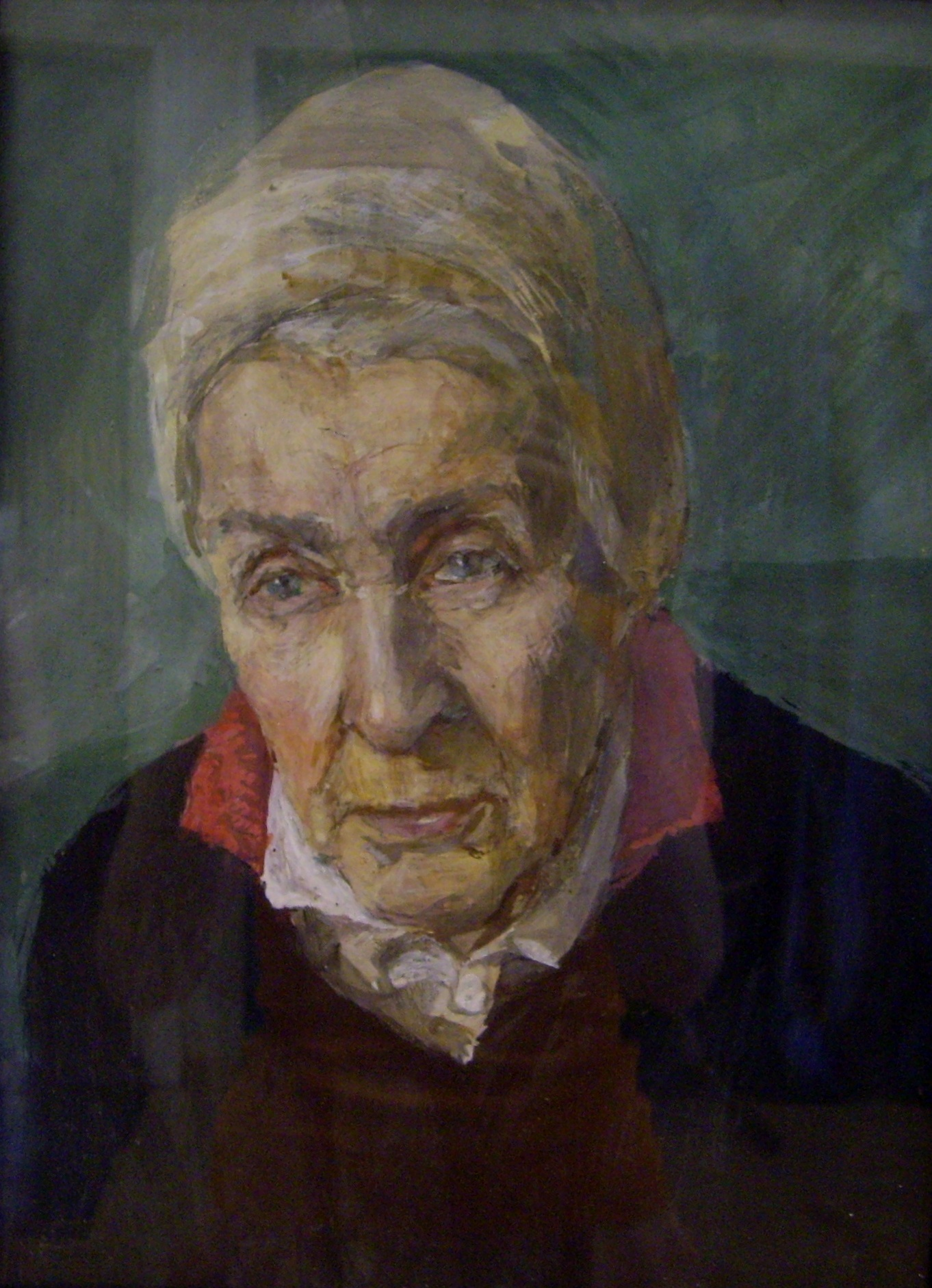
«Бабушка», В. Н. Грибко

- 1949 — Волжские дали. Картон, масло, 45,5 Х 30 см (частная коллекция, Москва)
- 1951 — Плещеево озеро. Картон, масло, 35 Х 24,5 см (частная коллекция, Москва)
- 1953 — Хутор Худяки. Тыквы. Картон, масло, 56,5 Х 45,5 см (частная коллекция, Москва)

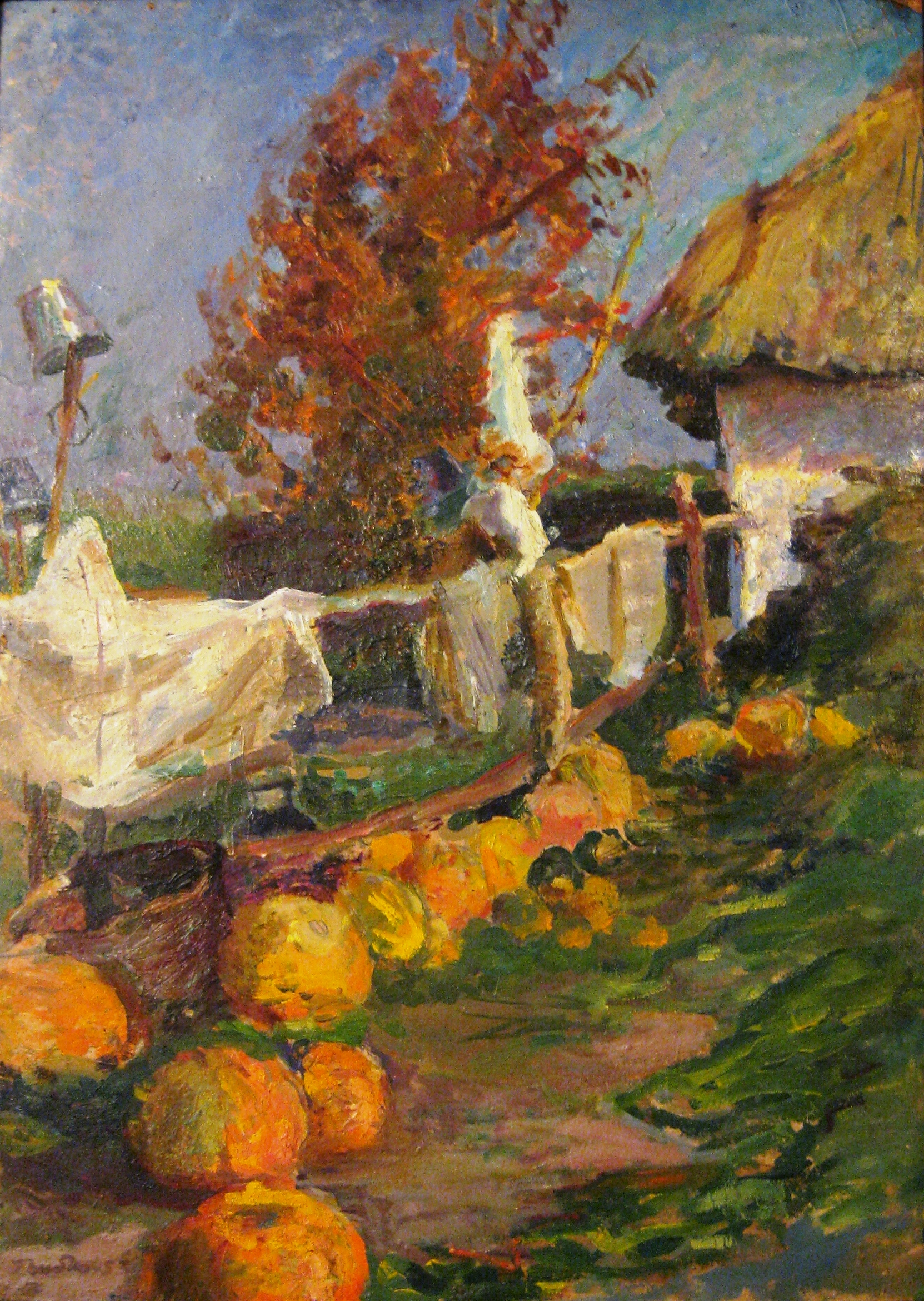
Хутор Худяки. Тыквы, В. Н. Грибко

- 1954 — Улица. Ужгород. Картон, масло, 35,5 Х 32 см (частная коллекция, Италия)
- 1954 — Тополя. Бердянск. Картон, масло, 31,5 Х 28 см (частная коллекция, Москва)
- 1955 — Донские мотивы. Хутор Калининский. Картон, масло, 32 Х 23,5 см (частная коллекция, Москва)
- 1956 — Дворик. Бердянск. Картон, масло, 48 Х 34 см.(частная коллекция, Москва)
- 1959 — Рыбацкие сети. Колвица. Этюд. Картон, масло, 47 Х 32 см (частная коллекция, Москва)
- 1959 — Поплавки. Колвица. Рыбачья тоня. Картон, масло, 47 Х 34,5 см (частная коллекция, Москва)
- 1959 — Устье реки Колвица. Белое море. картон, масло, 94,5 Х 32,5 см (частная коллекция, Москва)

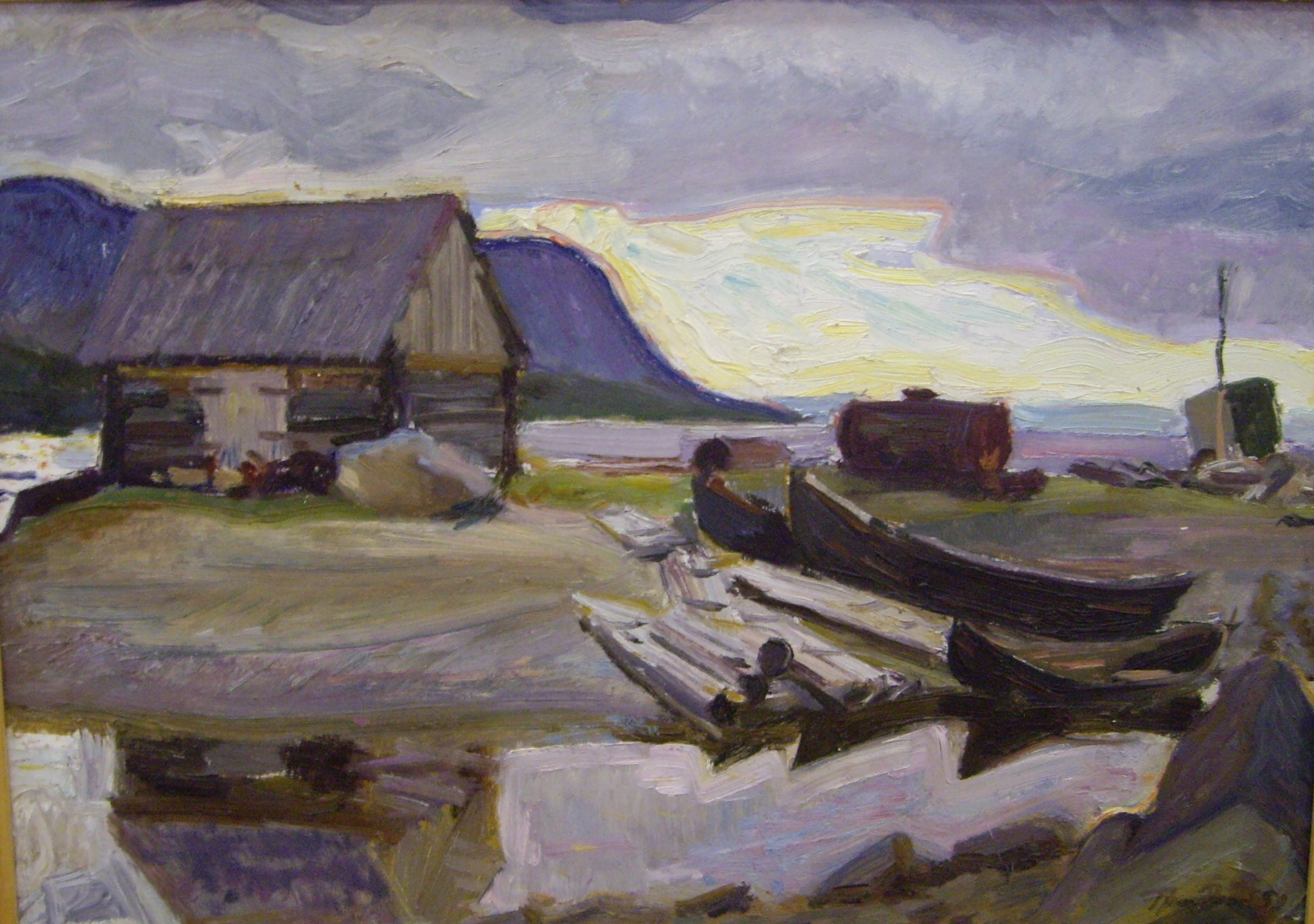
Устье реки Колвица, В. Н. Грибко

- 1959 — Вечер на Колвице. Картон, масло, 41 Х 29,5 см (частная коллекция, Москва)
- 1959 — Закат в Кижах. Картон, масло, 43,7 Х 34,5 см (частная коллекция, Москва)
- 1960 — Стоянка на реке Торге. Забайкалье. Картон, масло, 70 Х 50 см)частная коллекция, Москва)
- 1960 — Стога. Забайкалье. Картон, масло, 46,7 Х 34,8 см (частная коллекция, Москва)
- 1960 — Палатка. Геологическая экспедиция, картон, масло, 47 Х 35 см (частная коллекция, Москва)
- 1960 — Горная калина. Экспедиция. Картон, масло, 47 Х 35 см (частная коллекция, Италия)
- 1977 — Лошадки — отражение, бумага, темпера, акварель, 50 Х 50 см. (частная коллекция, Москва)
- 1977 — Проникновение / «Космос». Картон, темпера (частная коллекция, Москва)
- 1962 — Портрет жены. Картон, масло, 49,5 Х 34,5см (частная коллекция, Москва)
- 1981 — Сосна. Горецковщина, Белоруссия. Картон, масло, 51 Х 34 см (частная коллекция Италия)
- 1981 — Старый парк. Картон, масло, 50,5 Х 34 см (частная коллекция, Москва)
- 1983 — Гурзуф. Холст на картоне, масло, 51 Х 44 см (частная коллекция, Италия)
- 1984 — Донгузарун-Баши, картон, масло, 53 Х 41 см (частная коллекция, Москва)
- 1984 — Дождь в горах. Картон, масло, 50 Х 35 см (частная коллекция, Москва)
- 1984 — Баксан. Картон, масло, 53 Х 40 см (частная коллекция, Москва)
- 1986 — Гора Арарат. Холст на картоне, масло, 51 Х 40 см (частная коллекция, Москва)
- 1987 — Адалары. Картон, масло, 52 Х 43 см (частная коллекция, Москва)
- 1988 — Замок. Картон, масло, 49 Х 34 см (частная коллекция, Москва)
- 1989 — Путь к причалу. Гурзуф, дом Коровина. Картон, масло, 50 Х 35 см. (частная коллекция, Москва)
- 1996 — Церковь в Амьене, Франция. Бумага, пастель, 48 Х 36 см.
- 1996 — Амьен, этюд. Бумага, пастель